# Ira Remsen
Ira Remsen (né le 10 février 1846 à New York et mort le 4 mars 1927 à Carmel-by-the-Sea, en Californie) est un chimiste américain qui avec Constantin Fahlberg découvrit la saccharine, un édulcorant artificiel. Ses travaux et recherches lui valurent de recevoir en 1923, la première médaille Priestley, décernée par l'American Chemical Society,. Il devint de 1901 à 1912, le président de l'université Johns-Hopkins.